# یوگنی باراتینسکی
یوگنی باراتینسکی (روسی: Бораты́нский؛ ۲ مارس ۱۸۰۰ – ۱۱ ژوئیهٔ ۱۸۴۴) شاعر اهل امپراتوری روسیه بود.